# Bauhinia pulchella
Bauhinia pulchella är en ärtväxtart som beskrevs av George Bentham. Bauhinia pulchella ingår i släktet Bauhinia och familjen ärtväxter.

## Underarter
Arten delas in i följande underarter:
- B. p. parvifolia
- B. p. pulchella